# Домовища
Домовища, или Думовища или Фламурия (на гръцки: Φλαμουριά, до 1927 година Δομαβίστη, Домависти) е бивше село в Република Гърция, в дем Горуша (Войо), област Западна Македония.

## География
Домовища е било разположено високо в западните склонове на планината Синяк (Синяцико), на 3 km източно от пътя Ератира (Селица) – Намата (Пипилища).

## История

### В Османската империя
Името на селото се среща в гръцки източници като Δομαβίστι, Ντομαβίτσι, Ντοβαμίστι и Δομαβίτσι. Селото процъфтява по време на османския период. След разрушаването на старото градче Сисани то става седалище на бей.
Според статистиката на Васил Кънчов („Македония. Етнография и статистика“) в 1900 година в Домовища живеят 50 жители гърци.
На Етнографската карта на Битолския вилает на Картографския институт в София от 1901 година Домовища е чисто гръцко село в казата Населица на Серфидженския санджак с 6 къщи.
По данни на секретаря на Българската екзархия Димитър Мишев (La Macédoine et sa Population Chrétienne) в 1905 година в Домовища (Domovichta) има 30 гърци.

### В Гърция
През Балканската война в 1912 година в селото влизат гръцки части и след Междусъюзническата в 1913 година Домовище остава в Гърция. В първото гръцко преброяване от 1913 година е отбелязано като ненаселен чифлик. В 1927 година е прекръстено на Фламурия.
Селото е напълно напуснато от жителите си и е закрито на 16 май 1928 година. Оцелява единствено църквата на Домовищкия манастир „Света Параскева“.
На 31 юли 1969 година местността отново е прекръстена на Агия Параскеви, тоест Света Параскева, по името на Домовищкия манастир.
| Година    | 1913 | 1920 | 1928 | 1940 | 1951 | 1961 | 1971 | 1981 | 1991 | 2001 | 2011 | 2021 |
| --------- | ---- | ---- | ---- | ---- | ---- | ---- | ---- | ---- | ---- | ---- | ---- | ---- |
| Население | 0    | 23   |      |      |      |      |      |      |      |      |      |      |